# Metopolophium palmerae
Metopolophium palmerae är en insektsart som först beskrevs av Hille Ris Lambers 1949.  Metopolophium palmerae ingår i släktet Metopolophium och familjen långrörsbladlöss. Inga underarter finns listade i Catalogue of Life.